# Fanny Paccoud
Fanny Paccoud (* um 1979) ist eine französische Geigerin und Bratschistin.

## Wirken
Paccoud studierte am Conservatoire National de Région de Strasbourg; dort gewann sie erste Preise im Fach Violine und Kammermusik.
Paccoud wirkt vor allem im Bereich der Kammermusik: Sie ist Gründungsmitglied des Quartetts Istrati; seit 1999 arbeitet sie im Duo mit dem Pianisten Michel Gaechter. Mit dem Ensemble Reflex hat sie im Bereich des zeitgenössischen Musiktheaters mehrere Werke von Georges Aperghis realisiert; weiterhin war sie an der Inszenierung von Gérard Pessons „Forever Valley“ und Pascal Dusapins „Momo“ beteiligt. 2002 gründete sie zusammen mit der Geigerin Alice Piérot und der Cellistin Elena Andreyev das Streichtrio Anpapié, das 2011 die Trios von Hyacinthe Jadin für das Label La Courroie einspielte. Zudem nahm sie „Al confini dell’ oscuritá“ für Violine solo von Claudio Gabriele auf.
Seit 2002 beschäftigte Paccaud sich intensiv mit Alter Musik und der historischen Aufführungspraxis; sie gehörte zu Hervé Niquets Concert Spirituel, dem Quartett Ad Fontes in Zürich, dem Ensemble Amaryllis und zu Orfeo 55. Aktuell ist sie als Principal Viola Mitglied bei den English Baroque Soloists (bei denen sie auch als Solistin fungiert) und im Orchestre Révolutionnaire et Romantique unter John Eliot Gardiner, dem Concert Brisé (William Dongois), Les Ambassadeurs (Alexis Kossenko) und Pygmalion (Raphaël Pichon). 
Paccoud ist zudem an Grenzüberschreitungen interessiert. Mit dem Gitarristen Jean-Marc Montera legte sie 2012 das Album 13 impros vor. Michel Godard holte sie für die Aufnahme seines Cross-Over-Albums Monteverdi – A Trace of Grace (2011). Barry Guy beteiligte sie an seiner mittelformatigen Blue Shroud Band, mit dem sie drei Alben zwischen Alter Musik und Neuer Improvisationsmusik einspielte. Im Quatour Umlaut (mit Amaryllis Billet, Anna Jalving und Sarah Ledoux) realisierte sie mit Joris Rühl das Album Calques (2022).